# スコットランド国教会

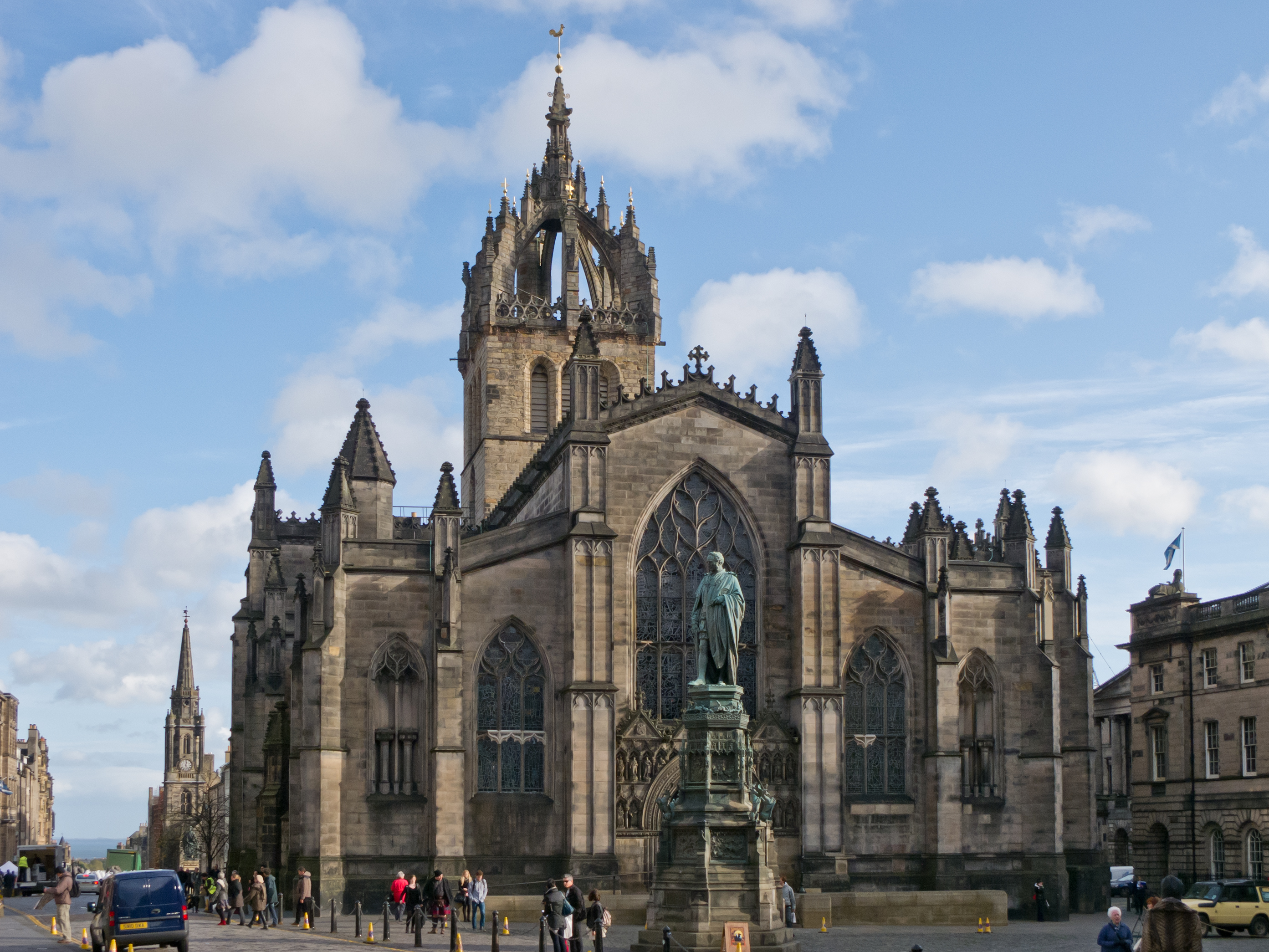
エディンバラにあるセント・ジャイルズ大聖堂

スコットランド国教会（スコットランドこっきょうかい、英: Church of Scotland）は、スコットランド語の名前で The Kirk として非公式に知られている、長老派の教会で、スコットランド宗教改革によって明確に形成された。
スコットランド国教会はスコットランドのキリスト教の始まりに根源をさかのぼることができる。しかし、重要なアイデンティティを1560年の宗教改革によって形成している。現在の正式な会員は、スコットランドの総人口のおよそ10パーセントである。しかし、2001年度の国勢調査によると、スコットランドの総人口の42パーセントが、忠誠の証を表明した。
セント・ジャイルズ大聖堂が「スコットランド国教会の母なる教会」といわれている。

## スコットランド社会における立場
スコットランド教会は、およそ984人の現役牧師がおり、1179箇所の集会があり、公式な会員数はおよそ48万9千人である。これはスコットランド総人口の10パーセントに当たる。しかし、2001年の国勢調査によると、42パーセントのスコットランド人が自らを宗教的には「スコットランド国教会」であると自己規定している。スコットランド国教会組合、歴史的にはいまだにスコットランドの女性運動の最も大きなボランティア組織である。